# Viscount Trenchard

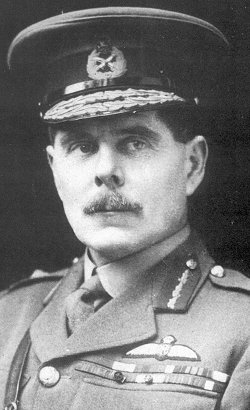
Hugh Trenchard, 1. Viscount Trenchard

Viscount Trenchard, of Wolfeton in the County of Dorset, ist ein erblicher britischer Adelstitel in der Peerage of the United Kingdom. 
Familiensitz der Viscounts ist Standon Lordship bei Ware in East Hertfordshire.

## Verleihung
Der Titel wurde 1936 dem ersten Marshal of the Royal Air Force Hugh Trenchard, 1. Baron Trenchard verliehen. Er war im Ersten Weltkrieg Oberkommandierender der in Frankreich stationierten Heeres-Luftstreitkräfte und im folgenden Jahrzehnt Oberkommandierender der neu gebildeten Royal Air Force gewesen. Bis 1935 war er Commissioner des Metropolitan Police Service. 

## Nachgeordnete Titel
Der erste Viscount war bereits 1919 zum Baronet, of Wolfeton in the County of Dorset ernannt worden. 1927 wurde er zudem zum Baron Trenchard, of Wolfeton in the County of Dorset, erhoben. Beide Titel werden nunmehr als nachgeordnete Titel geführt.

## Liste der Viscounts Trenchard (1936)
- Hugh Trenchard, 1. Viscount Trenchard (1873–1956)
- Thomas Trenchard, 2. Viscount Trenchard (1923–1987)
- Hugh Trenchard, 3. Viscount Trenchard (* 1951)

Titelerbe ist der Sohn des jetzigen Viscounts, Hon. Alexander Thomas Trenchard (* 1978).